# Adam Macura (profesor)
Adam Macura (ur. 31 marca 1925 w Katowicach, zm. 9 lutego 2015 tamże) – polski profesor, elektrotechnik i automatyk, wieloletni wykładowca Politechniki Śląskiej.

## Życiorys
Pochodził z ewangelickiej rodziny ze Śląska Cieszyńskiego, o polskiej patriotycznej tradycji. Jego dziadkiem był urodzony w Dzięgielowie Adam Macura, polski nauczyciel i redaktor „Posła Ewangelickiego”. Ojcem profesora był również Adam – inżynier mechanik, a matką Teresa Weiss. Ukończył w Katowicach szkołę podstawową i liceum ogólnokształcące, a następnie studiował na Wydziale Elektrycznym Politechniki Śląskiej w Gliwicach, uzyskując w 1951 roku tytuł magistra inżyniera elektryka. W trakcie studiów rozpoczął w 1949 roku pracę pod kierunkiem prof. Tadeusza Malarskiego, jako asystent w Katedrze Fizyki. Od 1953 roku pracował w Katedrze Podstaw Elektrotechniki pod kierunkiem prof. Stanisława Fryzego. W 1955 roku uzyskał, na podstawie pracy „Analiza własności oporów ujemnych i stabilności układów zawierających takie opory”, stopień doktora nauk technicznych. W 1961 roku obronił rozprawę habilitacyjną „Statyczna analiza i synteza układów zawierających nieliniowe elementy dwuwejściowe”, uzyskując stopień naukowy doktora habilitowanego.
W roku 1959 przeszedł do pracy na pełnym etacie w Głównym Instytucie Górnictwa w Katowicach. Opracował tam m.in. konstrukcję analogowego modelu sieci wentylacyjnych GIG2. Z tego okresu pochodzi 8 patentów, których Adam Macura był autorem lub współautorem.
Od 1962 roku uczestniczył w pracach, działającego pod kierunkiem prof. Tadeusza Zagajewskiego, powołanego na Wydziale Elektrycznym Pol. Śl., Zespołu Automatyki, przygotowującego plany studiów oraz ramy organizacyjne nowego kierunku „automatyka”. Po utworzeniu w 1964 roku Wydziału Automatyki, powrócił na etat Politechniki Śląskiej, obejmując stanowisko Kierownika Katedry Teorii Przesyłu Sygnału (TPS) na nowym Wydziale. Po reorganizacji uczelni, w latach 1968–1971 kierował Katedrą Informatyki.

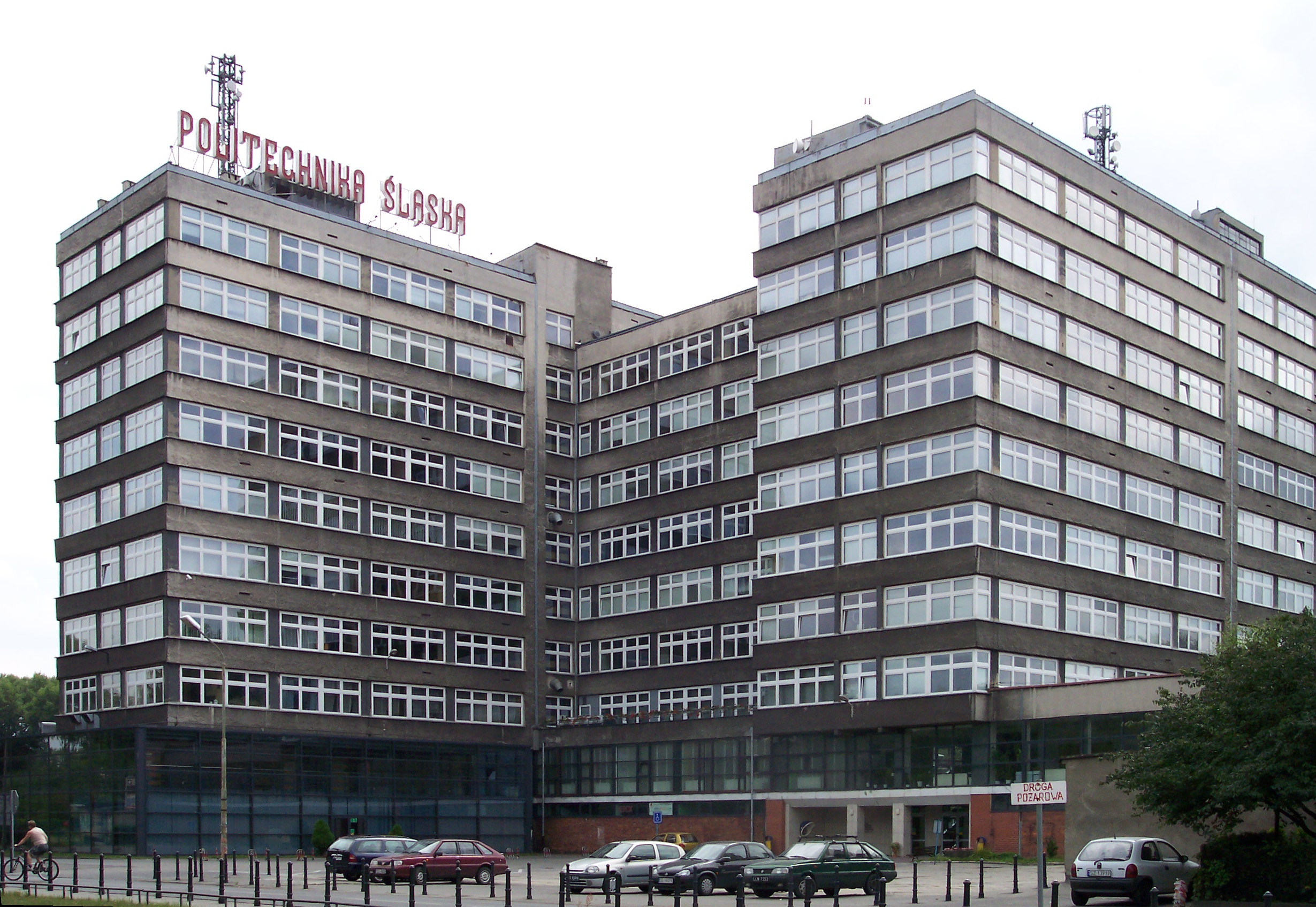
Wydział Automatyki, Elektroniki i Informatyki Politechniki Śląskiej

Tytuł profesora nadzwyczajnego uzyskał w roku 1971. Po kolejnej reorganizacji Uczelni – przejściu od katedr do struktury instytutowej – pełnił funkcję zastępcy dyrektora ds. nauczania i wychowania w Instytucie Konstrukcji i Technologii Urządzeń Automatyki i Elektroniki (IKiTUAiE), a następnie od 1974 roku w Instytucie Elektroniki. W czasie stanu wojennego był prodziekanem Wydziału Automatyki ds. nauczania i wychowania.
Tytuł profesora zwyczajnego Adam Macura uzyskał w roku 1991. W roku 1995 formalnie przeszedł na emeryturę, ale pracował jeszcze w Instytucie Elektroniki na cześć etatu. Dopiero pogorszenie stanu zdrowia w 2002 roku zmusiło go do zmniejszenia intensywności kontaktów z uczelnią.
Na Politechnice Śląskiej pełnił funkcje: Kierownika Katedry Teorii Przesyłu Sygnału (1964–1968), Kierownika Katedry Informatyki (1968–1971), Kierownika Studium Wieczorowego (1969–1972), Z-cy Dyrektora ds. Nauczania w Instytucie Konstrukcji i Technologii Urządzeń Automatyki i Elektroniki (1971–1974), Z-cy Dyrektora ds. Nauczania i Wychowania w Instytucie Elektroniki (1974–1989), Prodziekana ds. Nauczania i Wychowania na Wydziale Automatyki i Informatyki (1981–1984) oraz Kierownika Zakładu Teorii Obwodów i Sygnałów w Instytucie Elektroniki (1974–1995). W Głównym Instytucie Górnictwa pełnił funkcję kierownika Zakładu Pomiarów Elektrycznych (1959–1964).
Jest autorem lub współautorem 46 publikacji krajowych i zagranicznych. Wypromował ponad stu magistrów i inżynierów, dziewięciu doktorów, z których czterech zostało profesorami. Jest współautorem encyklopedii „Automatyka”, „Poradnika inżyniera – Zastosowania elektroniki” oraz autorem dwóch skryptów „Teoria obwodów – prądy stałe” i „Teoria obwodów – prądy zmienne”, które doczekały się 3 wydań.
Miał z żoną, Wandą z Kotasów, dwoje dzieci: córkę Janinę, która uzyskała na Uniwersytecie Śląskim doktorat z matematyki i pracuje na Wydziale Matematyki Stosowanej Politechniki Śląskiej oraz syna Adama, absolwenta wydziału Automatyki i Informatyki Politechniki Śląskiej.
Spoczął na cmentarzu ewangelickim przy ul. Francuskiej w Katowicach.

## Ordery i odznaczenia
- Krzyż Oficerski Orderu Odrodzenia Polski (1995)[8]
- Krzyż Kawalerski Orderu Odrodzenia Polski (1975)[9]
- Medal Komisji Edukacji Narodowej
- Odznaka „Zasłużonemu dla Politechniki Śląskiej”
- Medal 25-lecia Politechniki Śląskiej
- Medal im. prof. Stanisława Fryzego